# Oak Ridge (Tennessee)
Oak Ridge ist eine City in den Countys Anderson und Roane, ca. 30 km westlich von Knoxville im US-Bundesstaat Tennessee. Im Jahr 2020 hatte Oak Ridge 31.402 Einwohner. Die Stadt ist Sitz des Oak Ridge National Laboratory.
Oak Ridge ist Bestandteil der Knoxville Metropolitan Statistical Area, der Metropolregion um die Stadt Knoxville.

## Geographie
Die Stadt liegt 259 m über dem Meer zwischen Höhenrücken in der Valley and Ridge-Zone des Appalachen-Plateaus. Der Clinch River, der über den Tennessee River und den Ohio zum Stromgebiet des Mississippi gehört, verläuft unterhalb des Ortes und bildet mit einer scharfen Wendung die Grenze des Gemeindegebietes im Südwesten.
Entlang des südlichen Stadtrands verläuft in West-Ost-Richtung der Interstate Highway 40, von dem auf Höhe der Stadt der Interstate Highway 75 nach Süden abzweigt. Im Stadtgebiet von Oak Ridge treffen die Tennessee State Routes 61, 62 und 95 zusammen. Alle weiteren Straßen sind untergeordnete Landstraßen sowie innerörtliche Verbindungsstraßen.
An der nordöstlichen Stadtgrenze befindet sich ein Knotenpunkt mehrerer Eisenbahnlinien der Norfolk Southern Railway und der CSX Transportation.
Der nächste Flughafen ist der südlich von Knoxville gelegene McGhee Tyson Airport.

## Geschichte

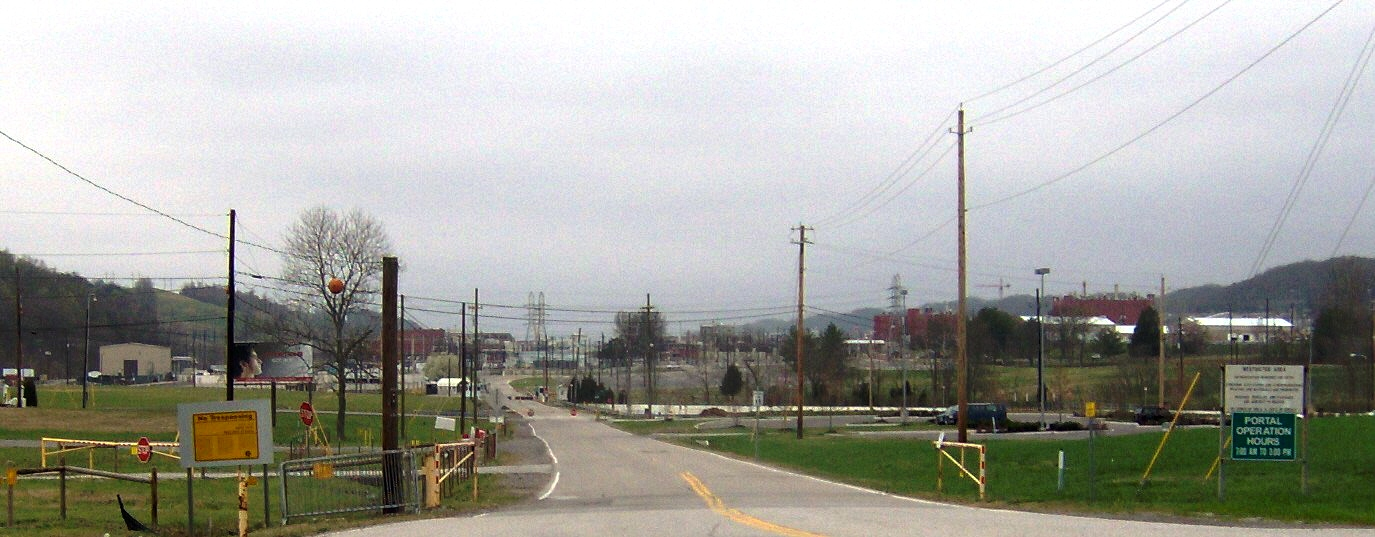
Einfahrt zu Y-12

Oak Ridge wurde 1942 unter dem Namen Site-X als Werkssiedlung des Manhattan-Projekts gegründet. Maximal 75.000 Menschen wurden in die vorher nur dünn besiedelte Region geholt, um unter größtmöglicher Geheimhaltung die erste Atombombe zu bauen. Oak Ridge war dabei für die Uran-Anreicherung zuständig und teilte sich die Aufgaben mit den beiden anderen großen Standorten des Manhattan-Projekts: Hanford im Bundesstaat Washington und Los Alamos, New Mexico. Heute liegen in Oak Ridge das Oak Ridge National Laboratory, der Y-12 National Security Complex und das stillgelegte Werk K-25 sowie das American Museum of Science and Energy.

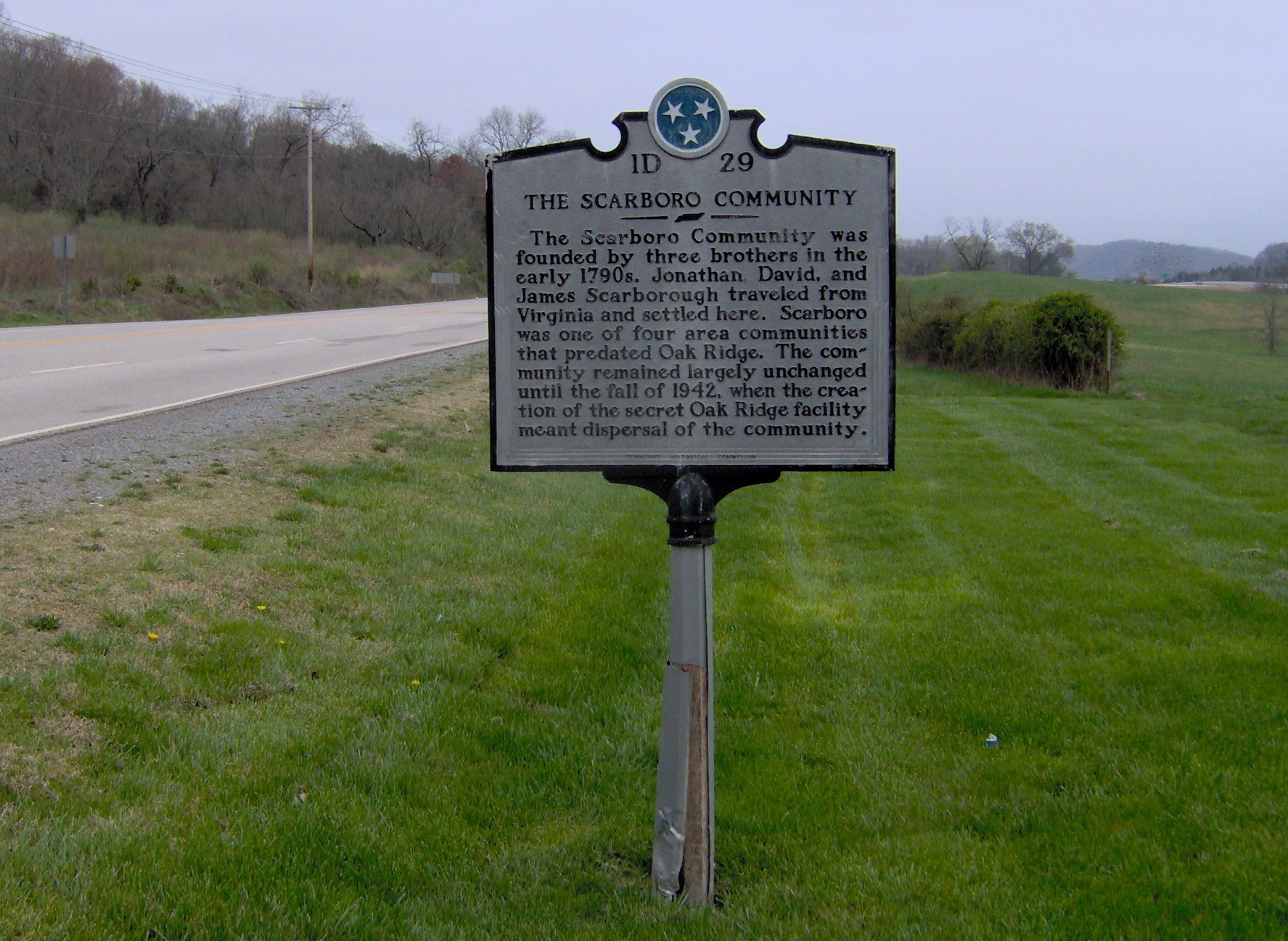
Schild der Tennessee Historical Commission zur Erinnerung an die Gemeinde Scarboro

Der Oberlauf des Tennessee River war eine sehr dünn besiedelte Region im Osten der Vereinigten Staaten. Dank der Arbeit der Tennessee Valley Authority seit den 1930er Jahren stand aber viel elektrischer Strom zur Verfügung. Eine weitere Rolle soll die Herkunft des Vorsitzenden des Haushalts-Ausschusses des US-Senats Kenneth McKellar gespielt haben, der aus Tennessee stammte. Daher fiel die Wahl eines der Standorte für das Atombomben-Projekt auf die Region. Nach dem Überfall auf Pearl Harbor und dem Eintritt der Vereinigten Staaten in den Zweiten Weltkrieg fiel 1943 die Entscheidung, die Atombombe zu bauen, und ab Mitte des Jahres kaufte die Bundesregierung innerhalb weniger Monate rund 240 km² an oder enteignete die Vorbesitzer.
In der durch parallele Hügelketten gekennzeichneten Region lagen vorher die vier Dörfer Elza, Robertsville, Scarboro und Wheat sowie die kleinen Siedlungen Edgemoor, Bethel und East Fork mit zusammen etwa 3000 Einwohnern. Sie wurden fast vollständig abgetragen. Erhalten sind die vier Kirchen, der Friedhof und das ehemalige Schulhaus von Scarboro.
Die Stadt wurde planmäßig entworfen und gebaut. Zunächst auf 13.000 Einwohner angelegt, wuchs sie innerhalb von drei Jahren auf 75.000 Menschen. Am Höhepunkt der Arbeiten wurde alle zwei Minuten ein Haus fertiggestellt. Die Stadt war bis 1949 auf keiner Landkarte verzeichnet. In der Region wurden die Anlagen als Clinton Engineering Works bezeichnet, nach dem nahegelegenen Ort Clinton. Die Wissenschaftler, Arbeiter und ihre Familien durften weder über die Arbeit noch über den Wohnort mit Außenstehenden sprechen. Die Post wurde über weit entfernte Postämter abgewickelt. Entsprechend ihrer Zeit waren die Wohngebiete nach Rassen getrennt. Waren zunächst gleichwertige Häuser für Schwarze vorgesehen, wurden diese beim stürmischen Wachstum der Siedlung noch vor Bezug dem weißen Stadtteil zugeschlagen und stattdessen primitive Hütten an der Bahnlinie für die schwarzen Mitarbeiter errichtet.
Durch die Lage im Profil der Landschaft mit den Hügelketten als Trennung sollten die Bewohner und die Anlagen vor den Folgen eines eventuellen Unfalls geschützt werden. Die ursprüngliche Stadt liegt in einem Tal zwischen den Hügelketten; in zwei anderen Tälern und direkt am Fluss lagen insgesamt vier, später nur noch drei Anlagen: X-10 mit dem zweiten Kernreaktor der Welt, einem graphitmoderierten Reaktor zur Produktion von Plutonium und anderen Materialien und umfangreichen Laboren zur metallurgischen Forschung, sowie die mehrstufige Uran-Anreicherung mit K-25 für Anreicherung im Gasdiffusionsverfahren und der weiteren Anreicherung im Werk Y-12 mit Calutronen. Von 1944 bis 1945 wurde als erste Stufe noch die Anlage S-50 mit einem thermischen Diffusionsverfahren vorgeschaltet. Es erreichte aber nur einen Anreicherungsgrad von 2 % bei hohem Energieverbrauch und wurde daher nach weniger als einem Jahr wieder abgeschaltet.
Erst 1949 wurde die Existenz von Oak Ridge unter diesem Namen bekanntgegeben und die Stadt für die Öffentlichkeit zugänglich gemacht. Ab 1955 konnten die Bewohner ihre Häuser und Grundstücke von der Atomic Energy Commission kaufen. Im Jahr 1959 wurde Oak Ridge als Stadt eingetragen und bekam eine zivile Gemeindeverwaltung.
Nach den Anschlägen vom 11. September 2001 wurden die Sicherheitsvorkehrungen im Oak Ridge National Laboratory stark erhöht. Die Zufahrtsstraße, die vorher auch Durchgangsverkehr aufnahm, wurde in die Sicherheitszone einbezogen.

## Oak Ridge heute

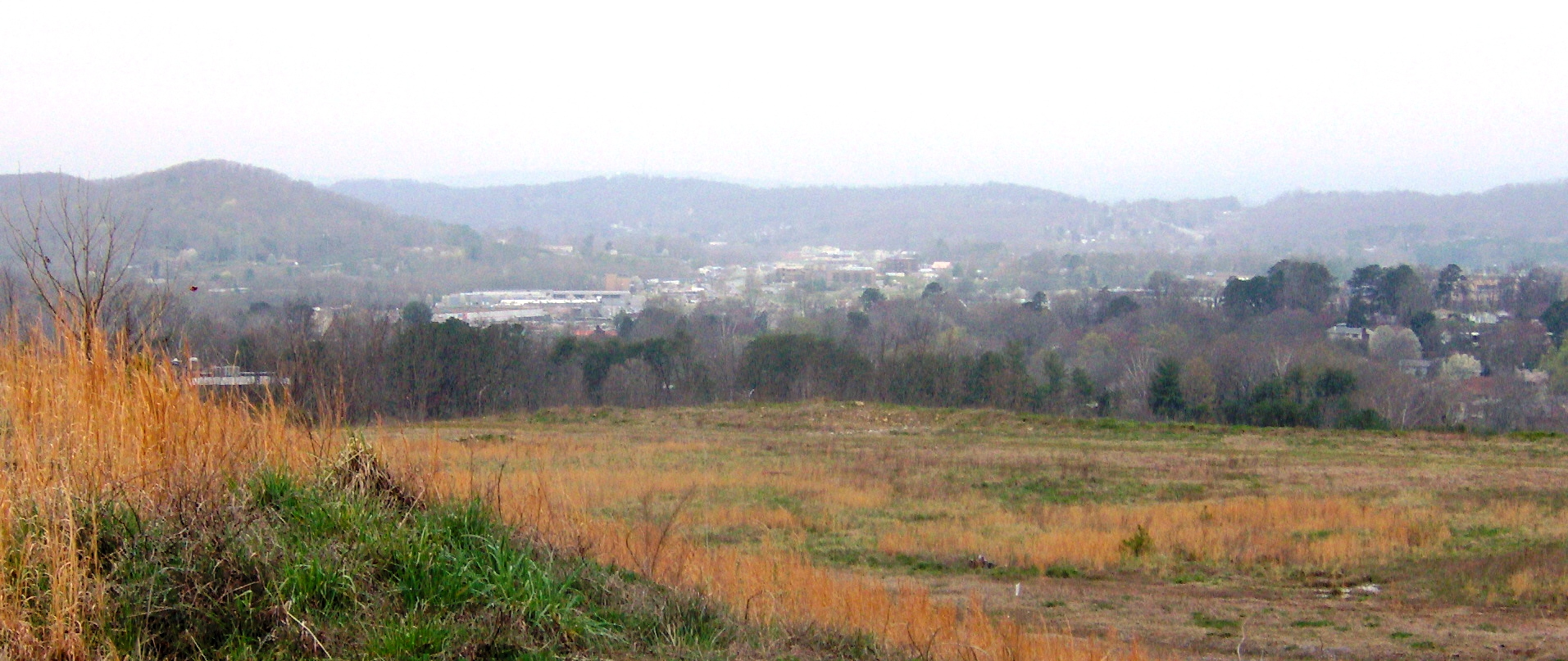
Sicht vom Oak Ridge Summit, am Nordhang des Pine Ridge. Links ist East Fork Ridge. Blackoak Ridge am Horizont.

In der Stadt spielen bis heute Forschung und Militär eine wesentliche Rolle. Das ehemalige Werk X-10 wurde in das Oak Ridge National Laboratory in Kooperation des US-Energieministeriums und der University of Tennessee, Knoxville umgewandelt. Hier findet internationale Spitzenforschung mit den Schwerpunkten Energie, Metallurgie und Umwelttechnologie statt. Zudem ist das National Laboratory ein Standort für Supercomputer. Der Rechner Titan von Cray im ORNL war Ende 2012 der schnellste Computer der Welt. Im Juni 2018 wurde mit Summit erneut der schnellste Rechner der Welt in Oak Ridge vorgestellt, 2022 wurde Frontier eingeweiht, der zu diesem Zeitpunkt auf Platz zwei stand. Um Vorteile der Zusammenarbeit zu nutzen, hat auch die National Security Agency seit 2006 im East Campus des Laboratories einen Supercomputing-Standort eingerichtet. Die Leistungsfähigkeit der sogenannten Multiprogram Research Facility ist unbekannt. Es wird vermutet, dass die Hardware auf spezielle Aufgaben optimiert ist, darunter die Kryptoanalyse des weit verbreiteten Advanced Encryption Standard.
K-25 ist seit 1987 stillgelegt, wurde von 2007 bis 2014 abgerissen und dekontaminiert, wobei die schrittweise freigegebenen Bereiche als East Tennessee Technology Park vermietet werden. Seit 2021 wird ein neuer Flughafen für die allgemeine Luftfahrt auf dem Gelände entwickelt.
Das ehemalige Werk Y-12 ist als Y-12 National Security Complex nach wie vor in der Kernwaffenproduktion tätig. Es wird seit dem Jahr 2000 von Babcock and Wilcox in Kooperation mit der Bechtel Corporation betrieben.

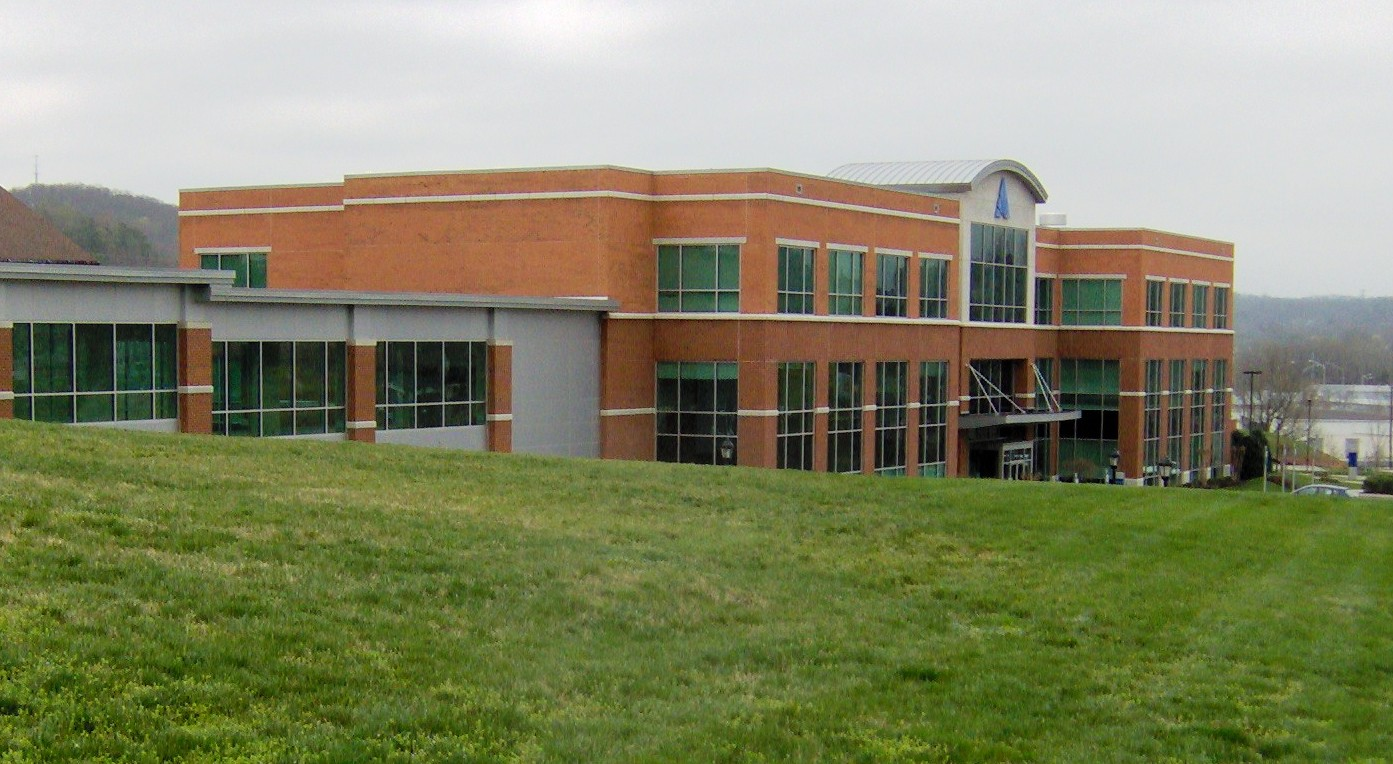
ORISE-Gebäude der Oak Ridge Associated Universities

Die Stadt hat eine weit überdurchschnittliche Quote von Akademikern. Im Jahr 2000 hatten 66 % der Einwohner von Oak Ridge ein College besucht, 37,9 % hatten einen Bachelor oder höheren Abschluss. Um hochqualifizierte Wissenschaftler für die Arbeit in der Region zu motivieren, wurden von Anfang an vielfältige kulturelle Angebote aufgebaut. Oak Ridge hat bis heute ein eigenes Symphonieorchester, eine professionelle Ballettkompanie, ein Gemeindetheater und zwei Museen. Das übersteigt die kulturellen Angebote in anderen Städten vergleichbarer Größe gewaltig. Eines der Museen ist das American Museum of Science and Energy, das sich der Energie-Forschung, insbesondere der Kernenergie und der Geschichte der Stadt und des Manhattan-Projekts widmet.
2015 wurde der dezentrale Manhattan Project National Historical Park gegründet, zu dem neben Hanford und Los Alamos auch eine Vielzahl technischer und kultureller Orte in Oak Ridge gehören. Das American Museum of Science and Energy koordiniert die Informationsangebote in der Region. Nicht alle Orte des National Historical Parks sind für die Öffentlichkeit zugänglich.
Oak Ridge hat zwei Städtepartnerschaften mit Obninsk in der Russischen Föderation und Naka in der japanischen Präfektur Ibaraki. Beide Partnerstädte sind wichtige Standorte der Nuklearforschung. Das Kernkraftwerk Obninsk war das erste kommerzielle Kernkraftwerk der Welt und in Naka steht der JT-60, ein Tokamak-Fusionsreaktor, der weltweit in der Kernfusionsforschung führend ist.

## Söhne und Töchter der Stadt
- Curtis Clark (* 1946), Kameramann
- Walter Trice (1948–2009), Backgammonspieler
- William McMichael Shepherd (* 1949), Astronaut
- Charles Ergen (* 1953), Unternehmer
- Klaus Schüle (* 1963), deutscher Politiker (CDU)
- Gore Verbinski (* 1964), Regisseur und Drehbuchautor
- Elaine Hendrix (* 1970), Schauspielerin
- Sarah Monette (* 1974), Autorin
- Adam Wingard (* 1982), Filmregisseur, Drehbuchautor und Filmeditor
- Ellen Reid (* 1983), Komponistin und Klangkünstlerin
- Megan Fox (* 1986), Schauspielerin
- Tee Higgins (* 1999), American-Football-Spieler